# Edith Taliaferro
Edith Taliaferro (21 de diciembre de 1894 – 2 de marzo de 1958) fue una popular actriz teatral estadounidense, activa en el circuito de Broadway hasta el año 1935. Fue sobre todo conocida por interpretar en 1913 Rebecca of Sunnybrook Farm.

## Actriz infantil

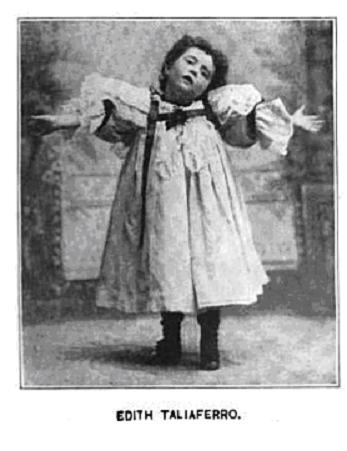
Metropolitan Magazine, enero de 1899

Nacida en Richmond (Virginia), era la hermana menor de la actriz Mabel Taliaferro. Henry Arthur Jones dijo de ella que "fue la mejor actriz infantil." Su debut en las tablas tuvo lugar a los dos años de edad con la obra Shore Acres, con James Herne. Se rumoreaba que le dieron el papel porque su hermana Mabel era demasiado mayor para el personaje. En la ciudad de Nueva York debutó en 1896, en el Teatro Miner, con la misma obra. En octubre de 1897 el Harlem Opera House presentó Shore Acres, pieza que iniciaba su sexto año de representaciones con Herne como primer actor interpretando a Nathaniel Berry.
En 1904, a los diez años de edad, Taliaferro recibía 100 dólares semanales de George Tyler de Liebler & Company. En la temporada siguiente fue contratada para actuar con Ezra Kendall. Fue la actriz Shakespeariana más joven del circuito teatral, encarnando a Puck en una producción de Ben Greet de El sueño de una noche de verano, representada en la Universidad de Princeton en mayo de 1904. Fue alabada por los profesores del centro, que le regalaron las insignias de la universidad. 
A su vuelta a Nueva York, Taliaferro actuó con Clara Bloodgood en The Girl With The Green Eyes. Otros intérpretes con los que colaboró en su primera etapa fueron Olga Nethersole y E.H. Sothern.
En 1907 Taliaferro actuó en Polly of the Circus, obra escrita por Frederic Thompson, y que se mantuvo en escena más de un año en el Teatro Liberty de Nueva York. La producción pasó en noviembre de 1908 al Teatro Wieting de Siracusa (Nueva York).

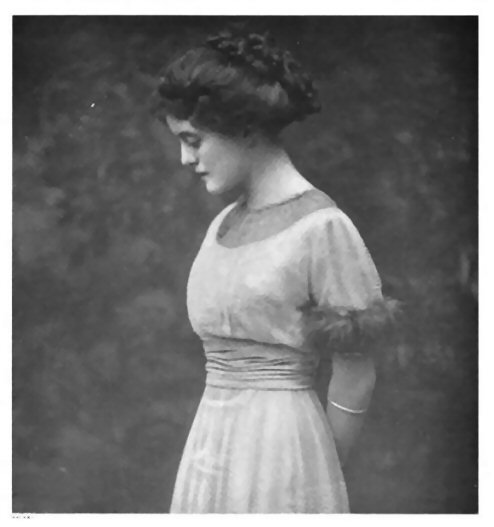
Edith Taliaferro a los 17 años

## Actriz adulta
Taliaferro destacó por su papel representado en 1913 en la pieza Rebecca of Sunnybrook Farm. Ésta fue llevada a escena en el Teatro Republic de Nueva York. Otras obras teatrales de éxito en las cuales actuó fueron Young Wisdom, Tipping The Winner, A Breath of Old Virginia, Mother Carey's Chickens, The Bestsellers, Please Get Married, Kissing Time (1920), A Love Scandal, The Evangelist, Tarnished y Private Lives. 
Además, a lo largo de su carrera trabajó en Londres, Inglaterra, y en Australia con la Toronto Theatre Guild. Como actriz de vodevil actuó en el Teatro Palace de Nueva York, siendo la mayor parte de su carrera posterior dedicada a la radio y al teatro de verano.

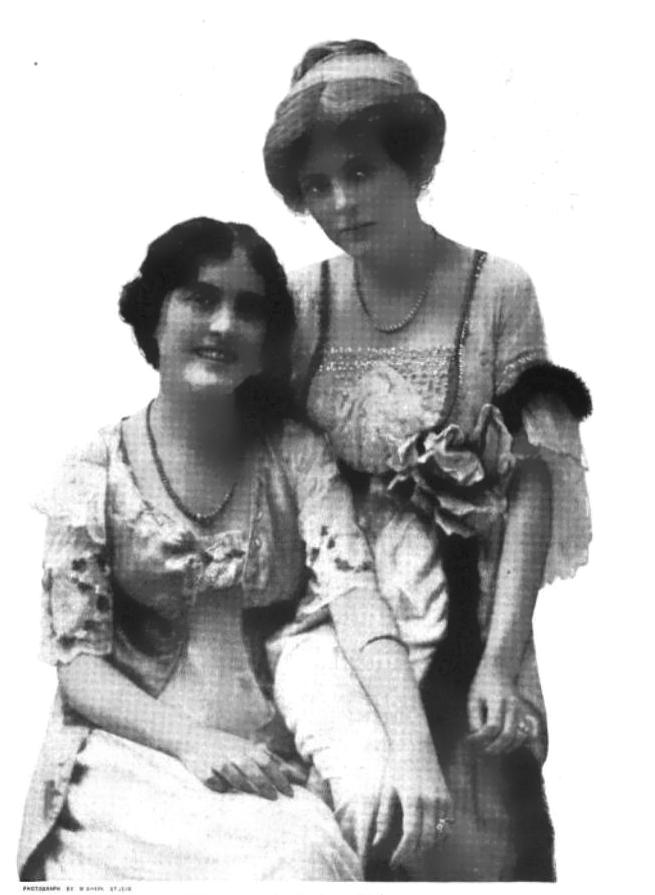
Edith Taliaferro (derecha), con su hermana Mabel en 1913.

## Carrera cinematográfica
Durante un corto tiempo, Taliaferro trabajó para el cine. Su primer título fue Young Romance, film de 1915. Encarnó a Esther Field en Who's Your Brother? (1919), adaptación de un texto de Robert Bronson Stockbridge. Rodó otra película, The Conquest of Canaan (1916), basada en la novela de Booth Tarkington y filmada en Asheville, Carolina del Norte.

## Fallecimiento
Edith Taliaferro falleció a causa de una larga enfermedad en Newtown (Connecticut) en 1958. Tenía 63 años de edad. Sus restos fueron incinerados. Había estado casada con el también actor House B. Jameson.

## Filmografía
- Who's Your Brother? (1919)
- The Conquest of Canaan (1916)
- Young Romance (1915)

## Trabajo teatral
- The Hook-up
- A Love Scandal
- Fashions of 1924
- Kissing Time
- Please Get Married
- Muggins
- Mother Carey's Chickens
- Captain Kidd, Jr.
- Tipping the Winner
- Young Wisdom
- Rebecca of Sunnybrook Farm
- The Evangelist
- Mrs. Wiggs of the Cabbage Patch
- The Girl with the Green Eyes
- The Bonnie Brier Bush
- The Sunken Bell